# Чистовская, Лидия Яковлевна
Лидия Яковлевна Чистовская (1900, Нижний Новгород — июль 1949, Горький) — советская журналистка, редактор газеты «Таганрогская правда».

## Биография
Родилась в 1900 году в Нижнем Новгороде, в семье Якова Саввича Чистовского, дворянского происхождения. Отец работал закройщиком. В 1937 году был репрессирован в возрасте 72 лет и умер под пытками.
Член ВКП(б) с 1920 года.
С 1935 по 1937 год работала ответственным редактором газеты «Таганрогская правда», сменив на этом посту Александра Моррисона.
Арестована Управлением НКВД Азово-Черноморского края за участие в контрреволюционной организации. Осуждена 20 июня 1937 года Военной коллегией Верховного Суда СССР по ст. ст. 58-8 и 58-11 УК РСФСР на 10 лет лишения свободы.
19 июля 1957 года Военной коллегией Верховного Суда СССР дело в отношении Л. Я. Чистовской производством прекращено за отсутствием состава преступления.
В сталинских «расстрельных списках» по Азово-Черноморскому краю проходила по 2-й категории.